# اوالداس پتراوسکاس
اوالداس پتراوسکاس (لیتوانیایی: Evaldas Petrauskas؛ زادهٔ ۱۹ مارس ۱۹۹۲) بوکسور اهل لیتوانی است.